# Rhododendron reevei
Rhododendron reevei är en ljungväxtart som beskrevs av Graham Charles George Argent. Rhododendron reevei ingår i släktet rododendron, och familjen ljungväxter. Inga underarter finns listade i Catalogue of Life.